# Elio Bertocchi
Elio Bertocchi (Poggio Renatico, Emilia-Romaña, 16 de septiembre de 1919 - Roma, 27 de agosto de 1971) fue un ciclista italiano, que fue profesional entre 1942 y 1954.
Sus principales victorias las consiguió en el Giro de Italia, donde ganó 4 etapas en las diferentes participaciones.

## Palmarés
- 1942
  - 1º en la Coppa San Geo
- 1946
  - Vencedor de 2 etapas del Giro de Italia
  - Vencedor de una etapa de la Ronda de Francia
- 1947
  - Vencedor de una etapa en el Giro de Italia
- 1948
  - Vencedor de una etapa en el Giro de Italia
  - Vencedor de una etapa de la Volta a Cataluña
- 1951
  - Vencedor de una etapa de la Roma-Nápoles-Roma

### Resultados en el Giro de Italia
- 1946. 33º de la clasificación general. Vencedor de 2 etapas
- 1947. 20º de la clasificación general. Vencedor de una etapa
- 1948. 22º de la clasificación general. Vencedor de una etapa
- 1951. Abandona

### Resultados en el Tour de Francia
- 1947. Abandona (3ª etapa)